# Обознівка (Кременчуцький район)
Обо́знівка — село в Україні, у Глобинській міській громаді Кременчуцького району Полтавської області. Населення становить 418 осіб. До 2020 орган місцевого самоврядування — Обознівська сільська рада. Також до цієї сільради входили с. Багни, с. Гуляйполе, с. Зарічне та с. Новий Виселок.

## Географія
Село Обознівка знаходиться на правому березі річки Сухий Омельник за 18 км від районного центру міста Глобиного, за 12 км від залізничної станції Рублівка, за 20 км від міста Кременчука. Вище за течією примикає село Новий Виселок, нижче за течією за 0,5 км розташоване село Гуляйполе, на протилежному березі — село Зарічне. В межах села Обознівки по руслу річки утворена водойма площею водного дзеркала 32,2 га, рівень води в якій регулюється гідротехнічною спорудою.

## Історія
У Національній книзі пам'яті жертв Голодомору 1932—1933 років в Україні вказано, що 105 жителів села загинули від голоду.
Село Обознівка виникло приблизно в 1630 році під час визвольної війни українського народу проти польських загарбників. Хороші природні пасовища в долині річки Сухий Омельник, родючі чорноземні поля зумовили виникнення невеличкого поселення. А після війни на вільних землях поселилися козаки Кривун і Терещенко. Хутірець мав назву Омельничок. З легенд, назва села, яке довгий час називалося Обізнівка, походить від слова «Обіз». Ніби під час Північної війни Росії з Швецією на цьому місці зупинився на шляху до м. Полтави військовий обоз III розряду, який віз військове спорядження з складів, розташованих на місці сучасного села Погреби. Військові дії перенеслися від Полтави до р. Дніпро, а тому обозу було наказано далі не рухатись. Після погрому шведів, обозні залишилися жити на правому березі річки Сухий Омельник.
За часів кріпацтва, коли село належало пану Шушкову, село було бідним і необлаштованим. Пан Шушков відзначався безжалісністю, жорстокістю по відношенню до кріпаків. Селяни вбили свого пана. Новим власником став генерал Башмаков, який служив у Петербурзі. Маєток знаходився на лівому березі річки Сухий Омельник. Сам поміщик рідко з'являвся в селі і тому свавіллям управляючого не було меж. Селяни надзвичайно бідували. Всі селянські господарства мали 750 га землі, у той час, як поміщик господарював на 1800 га. На цій землі селяни відробляли панщину по 4 дні на тиждень. Через землю поміщика селянам не дозволялось навіть переходити, вони обходили панські володіння за багато кілометрів. Поміщику належали ліс і річка.
В кінці XIX ст. Башмаков помер, а його вдова продала помістя пану Балтазару Скадовському. Скадовський в якості весільного подарунка передав помістя молодому подружжю Софії Балтазарівні Скадовській (дочці) та Олександру Панайотову. Маєток з усіма володіннями називався Софіївською економією пана Олександра Костянтиновича Панайотова. Становище селян залишилось тяжким. Панайотов прибрав до рук землі хуторів Горбикове і Трохимців. В пана батракували за 3 крб. на місяць. Але поступово економія почала кріпнути. Пан звозив хороших ремісників. Дітей селян навчали майстерності шорників, бондарів, гончарів. В селі були побудовані цегельний, винокурний заводи, чайна.
За переписом 1859 року записана, як хутір Кременчуцького повіту, у якому було 88 дворів, 849 жителів. З другої половини 19 століття Обознівка віднесена до складу Пустовійтівської волості Кременчуцького повіту. В 1875 році відкрито земське училище, у якому навчалося 55 учнів і працювало 2 учителя. Влітку 1905 року страйкували селяни, які працювали на винокурному і цегельному заводах О.Панайотова, вони спалили кілька господарських будівель, 30 чоловік було заарештовано. В 1901 році освячена Богоявленська церква.
Радянська окупація розпочалась в січні 1918 року. Обознівка стає центром сільради. В 1919 році на базі поміщицької економії створено радгосп — племрозсадник «Жовтень», згодом перетворений на племзавод. Господарство проіснувало до 1996 року, після чого було реформоване, а в 2004 році в зв'язку з банкрутством ліквідоване.
7 березня 1923 року село віднесено до Глобинського району Кременчуцького округу.
У період німецько — фашистської окупації Обознівки (13.09.1941 — 26.09.1943) гітлерівці стратили 9 жителів села, вивезли на примусові роботи до Німеччини 123 чоловіки, знищили все господарство племрадгоспу, спалили 44 будинки.
В даний час площа сільської ради складає 4433,3 га, з яких — 90 % — сільськогосподарські угіддя, 2 % — лісовкриті площі, 8 % — інші землі.
Сільська рада межує з Пустовійтівською, Пузиківською, Погребівською, Фрунзівською сільськими радами Глобинського району, Кременчуцьким районом Полтавської області.
Обознівська сільська рада розташована в лісостеповій зоні. Ґрунти переважно чорноземні.
Територію сільської ради перетинає автотраса районного значення Глобине — Кременчук протяжністю дорожного полотна 6,1 км.
12 червня 2020 року, відповідно до розпорядження Кабінету Міністрів України № 721-р «Про визначення адміністративних центрів та затвердження територій територіальних громад Полтавської області», село увійшло до складу Глобинської міської громади.
19 липня 2020 року, в результаті адміністративно — територіальної реформи та ліквідації Глобинського району, село увійшло до складу новоутвореного Кременчуцького району.

## Населення
Населення станом на 1 січня 2011 року становить 418 осіб.
- 2001 — 382
- 2011 — 418

### Мова
Розподіл населення за рідною мовою за даними перепису 2001 року:
| Мова       | Кількість | Відсоток |
| ---------- | --------- | -------- |
| українська | 361       | 94.50%   |
| російська  | 19        | 4.97%    |
| білоруська | 2         | 0.53%    |
| Усього     | 382       | 100%     |

## Інфраструктура
В с. Обознівка працює відділення зв'язку та філія Ощадного банку України. Село газифіковане, має водопостачання.

## Пам'ятки
Тут розташована Богоявленська церква (збудована у 1896—1901 рр.).

## Постаті
- Кошелєв Павло Валерійович (2001—2022) — солдат Збройних Сил України, учасник російсько-української війни.